# سوبرامانيان أرون براساد
سوبرامانيان أرون براساد Subramanian Arun Prasad (ولد في 21 أبريل 1988 في ساليم في تاميل نادو) لاعب شطرنج هندي يحمل لقب أستاذ كبير.
- فاز ببطولة آسيا للشطرنج للشباب تحت 16 سنة في عام 2004 في طهران إيران، مشتركا مع لي كوانغ ليم.
- حصل عام 2004 بلقب أستاذ اتحادي من الفيدي.
- حصل على لقب أستاذ كبير عام 2008، ليصبح اللاعب الهندي الثامن عشر الذي يحصل على هذا اللقب.
- في عام 2009 أصبح الهندي الأول الذي يفوز ببطولة سكوتلاندا المفتوحة للشطرنج في إدنبره.
- في عام 2010 فاز مع الفريق الهندي بالميدالية البرونزية في بطولة العالم للشطرنج للفرق في بورسا التركية.
- في عام 2015 فاز بالمركز الثالث في دورة واشنطن المفتوحة للشطرنج، مشتركاً ، على بعد نقطة خلف غاتا كامسكي.

## روابط خارجية
- سوبرامانيان أرون براساد على موقع الاتحاد الدولي للشطرنج (الإنجليزية)
- سوبرامانيان أرون براساد على موقع مباريات الشطرنج (الإنجليزية)
- سوبرامانيان أرون براساد على موقع 365Chess.com (الإنجليزية)
- سوبرامانيان أرون براساد على موقع Chesstempo.com (الإنجليزية)
- سوبرامانيان أرون براساد على موقع الاتحاد الأمريكي للشطرنج (الإنجليزية)